# Narutowo (gmina)
Narutowo (do 1932 Skępe); od 1973 Skępe) – dawna gmina wiejska istniejąca w latach 1932–1954 w woj. warszawskim, pomorskim i bydgoskim. Nazwa gminy pochodzi od wsi Narutowo, lecz siedzibą władz gminy było Skępe, które było równocześnie siedzibą władz odrębnej wiejskiej gminy Skępe.
Jednostka powstała 1 października 1932 roku w powiecie lipnowskim w woj. warszawskim, po wyłączeniu z dotychczasowej gminy Skępe osady Skępe i wsi Wymyślin, z których utworzono odrębną wiejską gminę o nazwie Skępe; po czym pozostały obszar starej gminy Skępe przemianowano na gminę Narutowo (zmiana nazwy obowiązywała już od 2 lipca 1932 roku), zachowując jednak siedzibę władz w Skępem. 1 kwietnia 1938 roku gminę wraz z całym powiatem lipnowskim przeniesiono do woj. pomorskiego.
Po wojnie gmina została przejściowo zniesiona, a jej obszar włączono do gminy Skępe. Powstała ponownie w 1947 roku, wchodząc w skład terytorialnie zmienionego woj. pomorskiego, przemianowanego 6 lipca 1950 roku na woj. bydgoskie. Według stanu z 1 lipca 1952 roku gmina składała się z 16 gromad.
Gmina została zniesiona 29 września 1954 roku wraz z reformą wprowadzającą gromady w miejsce gmin. Jednostki nie przywrócono 1 stycznia 1973 roku po reaktywowaniu gmin, utworzono natomiast wielowioskową gminę Skępe, składającą się głównie z obszarów dawnych gmin Narutowo i Skępe (a więc o zasięgu terytorialnym sprzed podziału jednostek w 1932 roku).